# Laroque (Hérault)
Pour les articles homonymes, voir Laroque.
Laroque, en occitan La Ròca, est une commune française située dans le nord-est du département de l'Hérault, en région Occitanie.
Exposée à un climat méditerranéen, elle est drainée par l'Hérault, le Rieutord, le Merdanson et par deux autres cours d'eau. La commune possède un patrimoine naturel remarquable : un site Natura 2000 (les « gorges de l'Hérault ») et deux zones naturelles d'intérêt écologique, faunistique et floristique.
Laroque est une commune urbaine qui compte 1 670 habitants en 2022, après avoir connu une forte hausse de la population depuis 1968. Elle est dans l'unité urbaine de Ganges et fait partie de l'aire d'attraction de Montpellier. Ses habitants sont appelés les Laroquois.

## Géographie
La commune est traversée par l'Hérault. Son altitude est comprise entre 124 et 490 mètres.

### Communes limitrophes
Les communes limitrophes sont  Agonès, Cazilhac, Ganges, Moulès-et-Baucels et Saint-Bauzille-de-Putois.

### Climat
Pour des articles plus généraux, voir Climat de l'Occitanie et Climat de l'Hérault.
En 2010, le climat de la commune est de type climat méditerranéen franc, selon une étude s'appuyant sur une série de données couvrant la période 1971-2000. En 2020, Météo-France publie une typologie des climats de la France métropolitaine dans laquelle la commune est exposée à un climat méditerranéen et est dans la région climatique  Provence, Languedoc-Roussillon, caractérisée par une pluviométrie faible en été, un très bon ensoleillement (2 600 h/an), un été chaud (21,5 °C), un air très sec en été, sec en toutes saisons, des vents forts (fréquence de 40 à 50 % de vents > 5 m/s) et peu de brouillards.
Pour la période 1971-2000, la température annuelle moyenne est de 13,8 °C, avec une amplitude thermique annuelle de 16,8 °C. Le cumul annuel moyen de précipitations est de 1 184 mm, avec 7,6 jours de précipitations en janvier et 3,3 jours en juillet. Pour la période 1991-2020, la température moyenne annuelle observée sur la station météorologique la plus proche, située sur la commune de Montdardier à 11 km à vol d'oiseau, est de 12,9 °C et le cumul annuel moyen de précipitations est de 1 487,0 mm,. Pour l'avenir, les paramètres climatiques de la commune estimés pour 2050 selon différents scénarios d’émission de gaz à effet de serre sont consultables sur un site dédié publié par Météo-France en novembre 2022.

### Milieux naturels et biodiversité

#### Réseau Natura 2000

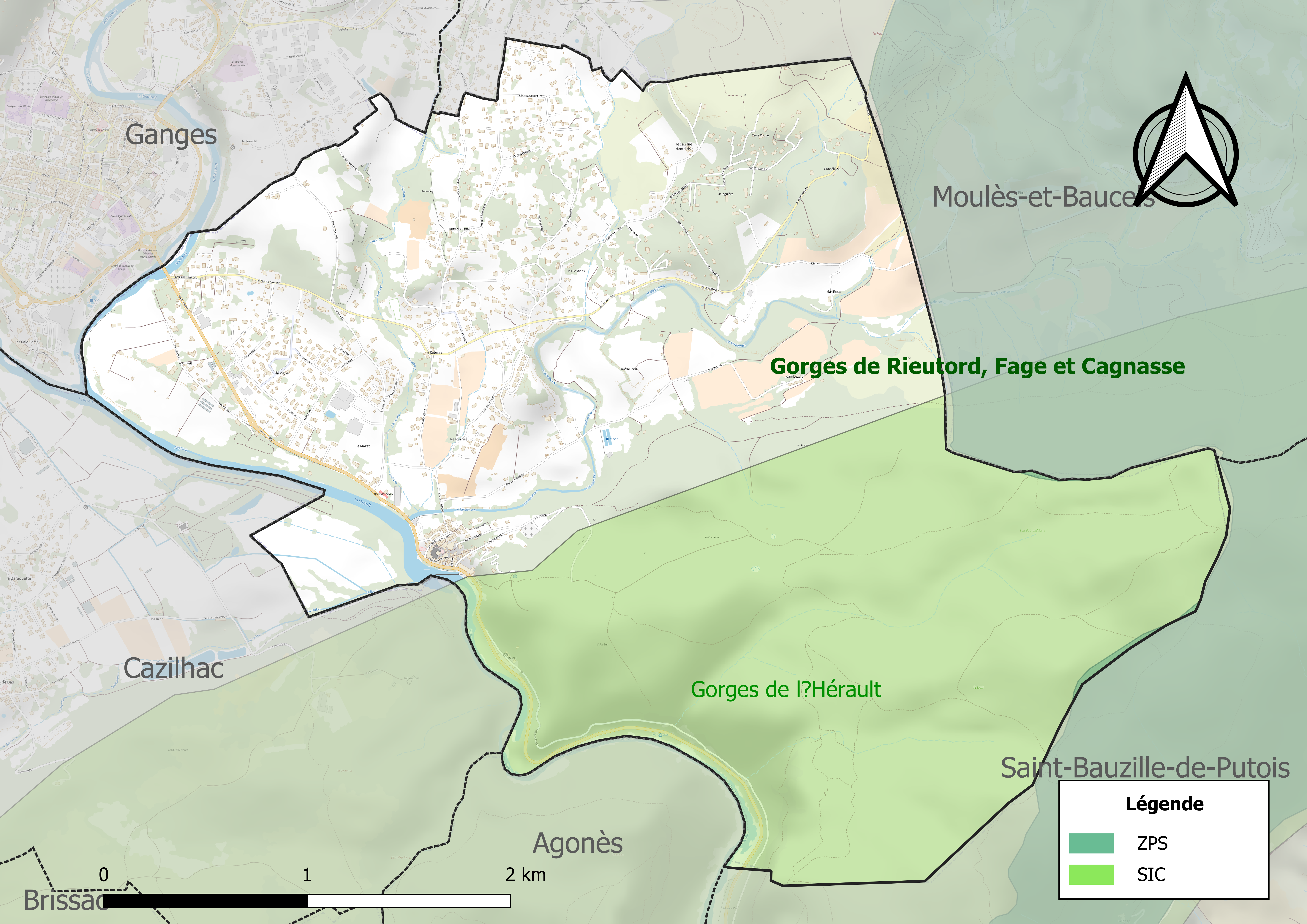
Site Natura 2000 sur le territoire communal.

Le réseau Natura 2000 est un réseau écologique européen de sites naturels d'intérêt écologique élaboré à partir des directives habitats et oiseaux, constitué de zones spéciales de conservation (ZSC) et de zones de protection spéciale (ZPS).
Un site Natura 2000 a été défini sur la commune au titre de la directive habitats : les « gorges de l'Hérault », d'une superficie de 21 736 ha, entaillent un massif calcaire vierge de grandes infrastructures dont les habitats forestiers (forêt de Pins de Salzman et chênaie verte) et rupicoles sont bien conservés. La pinède de Pins de Salzmann de Saint-Guilhem-le-Désert est une souche pure et classée comme porte-graines par les services forestiers. Il s'agit d'une forêt développée sur des roches dolomitiques.

#### Zones naturelles d'intérêt écologique, faunistique et floristique
L’inventaire des zones naturelles d'intérêt écologique, faunistique et floristique (ZNIEFF) a pour objectif de réaliser une couverture des zones les plus intéressantes sur le plan écologique, essentiellement dans la perspective d’améliorer la connaissance du patrimoine naturel national et de fournir aux différents décideurs un outil d’aide à la prise en compte de l’environnement dans l’aménagement du territoire.
Une ZNIEFF de type 1 est recensée sur la commune : les « gorges supérieures de l'Hérault et plateau du Taurac » (952 ha), couvrant 5 communes du département et une ZNIEFF de type 2, : le « plateau du Taurac » (2 196 ha), couvrant 8 communes dont une dans le Gard et sept dans l'Hérault.

Carte des ZNIEFF de type 1 et 2 à Laroque.
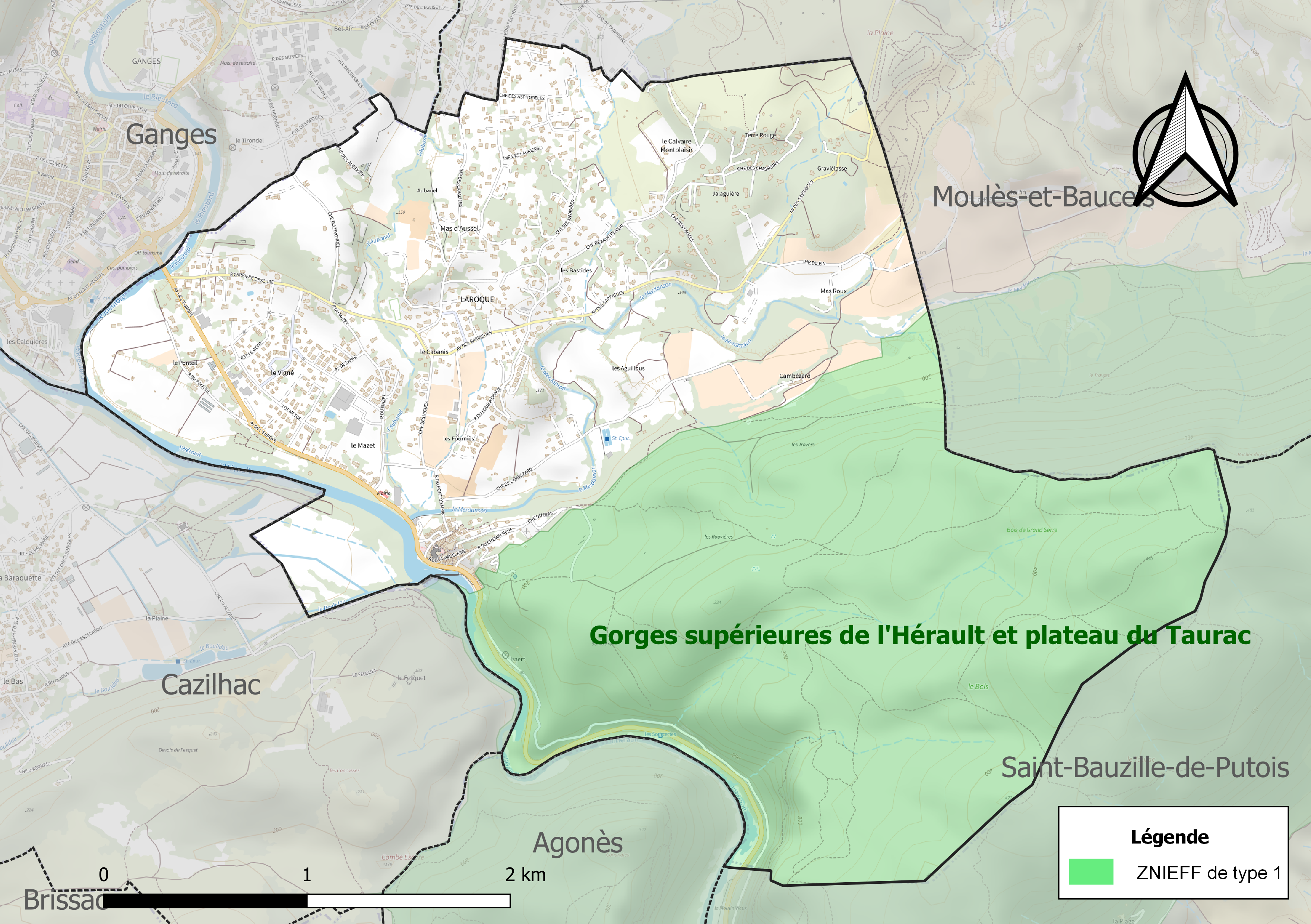
Carte de la ZNIEFF de type 1 sur la commune.
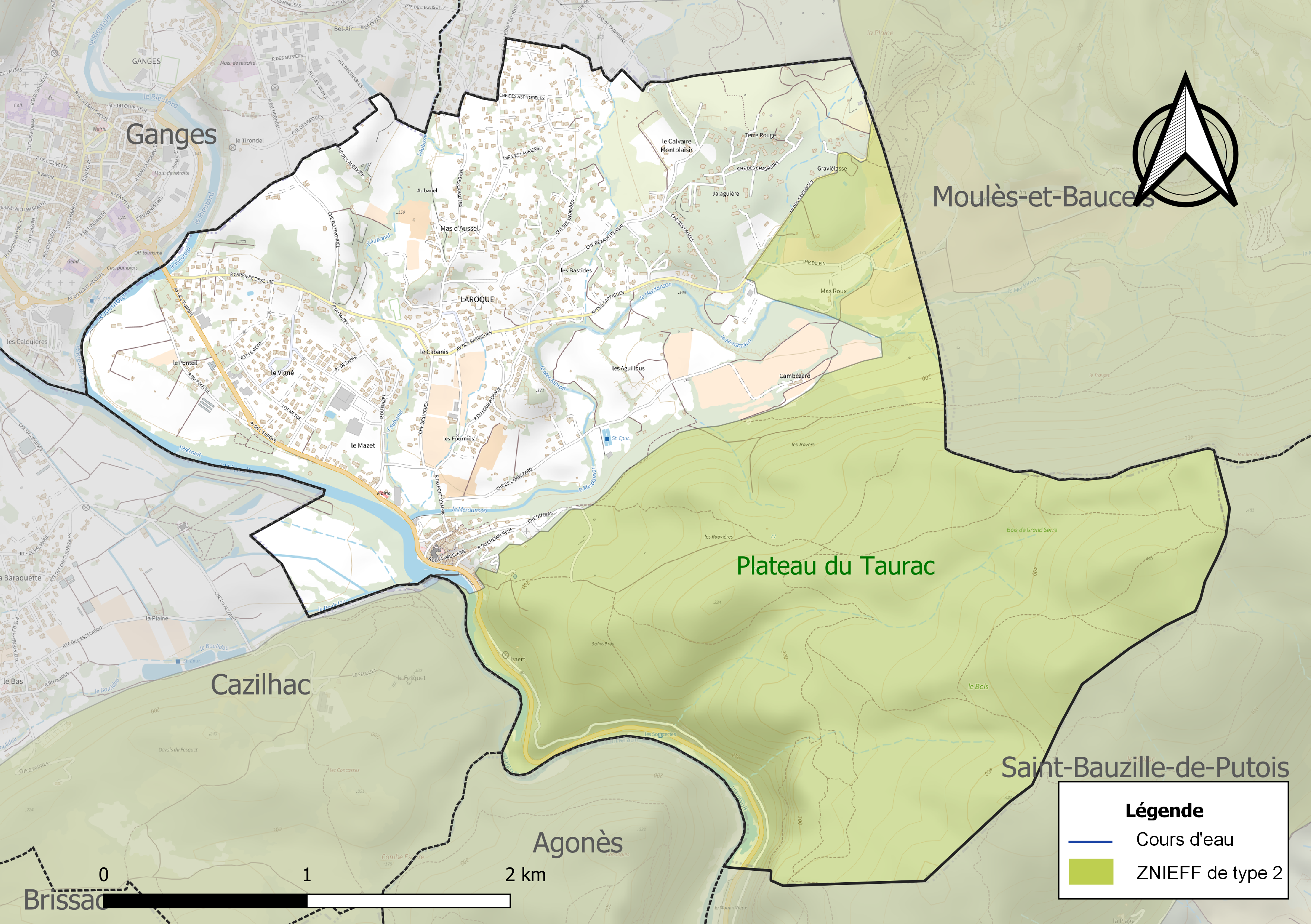
Carte de la ZNIEFF de type 2 sur la commune.

## Urbanisme

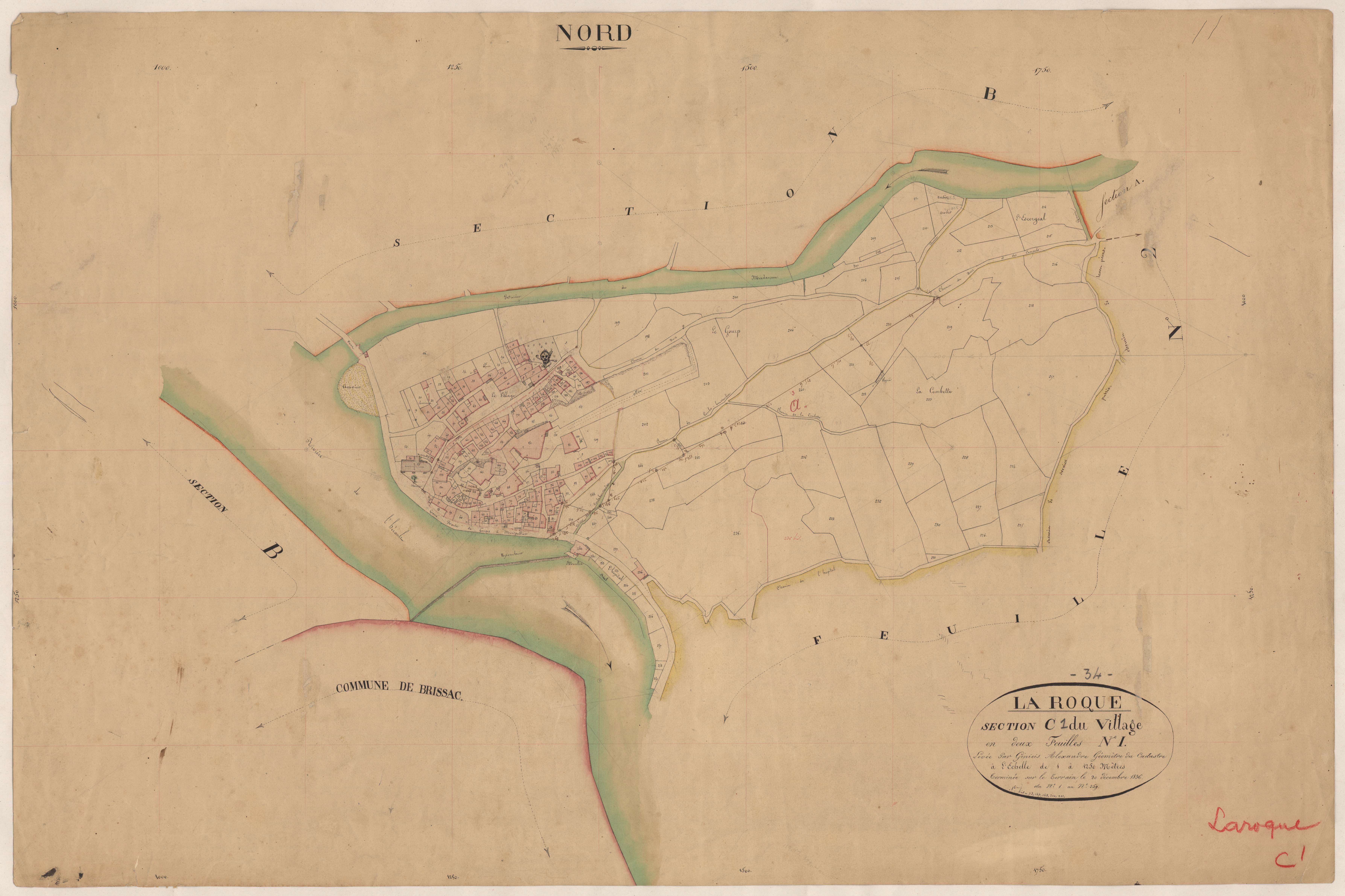
Plan cadastral de la section du village (1836)

### Typologie
Au 1er janvier 2024, Laroque est catégorisée petite ville, selon la nouvelle grille communale de densité à sept niveaux définie par l'Insee en 2022.
Elle appartient à l'unité urbaine de Ganges, une agglomération intra-départementale regroupant quatre  communes, dont elle est une commune de la banlieue,,. Par ailleurs la commune fait partie de l'aire d'attraction de Montpellier, dont elle est une commune de la couronne,. Cette aire, qui regroupe 161 communes, est catégorisée dans les aires de 700 000 habitants ou plus (hors Paris),.

### Occupation des sols
L'occupation des sols de la commune, telle qu'elle ressort de la base de données européenne d’occupation biophysique des sols Corine Land Cover (CLC), est marquée par l'importance des forêts et milieux semi-naturels (52,6 % en 2018), en diminution par rapport à 1990 (53,7 %). La répartition détaillée en 2018 est la suivante : forêts (45,9 %), zones urbanisées (23 %), zones agricoles hétérogènes (19,7 %), milieux à végétation arbustive et/ou herbacée (6,6 %), prairies (4,7 %). L'évolution de l’occupation des sols de la commune et de ses infrastructures peut être observée sur les différentes représentations cartographiques du territoire : la carte de Cassini (XVIIIe siècle), la carte d'état-major (1820-1866) et les cartes ou photos aériennes de l'IGN pour la période actuelle (1950 à aujourd'hui).

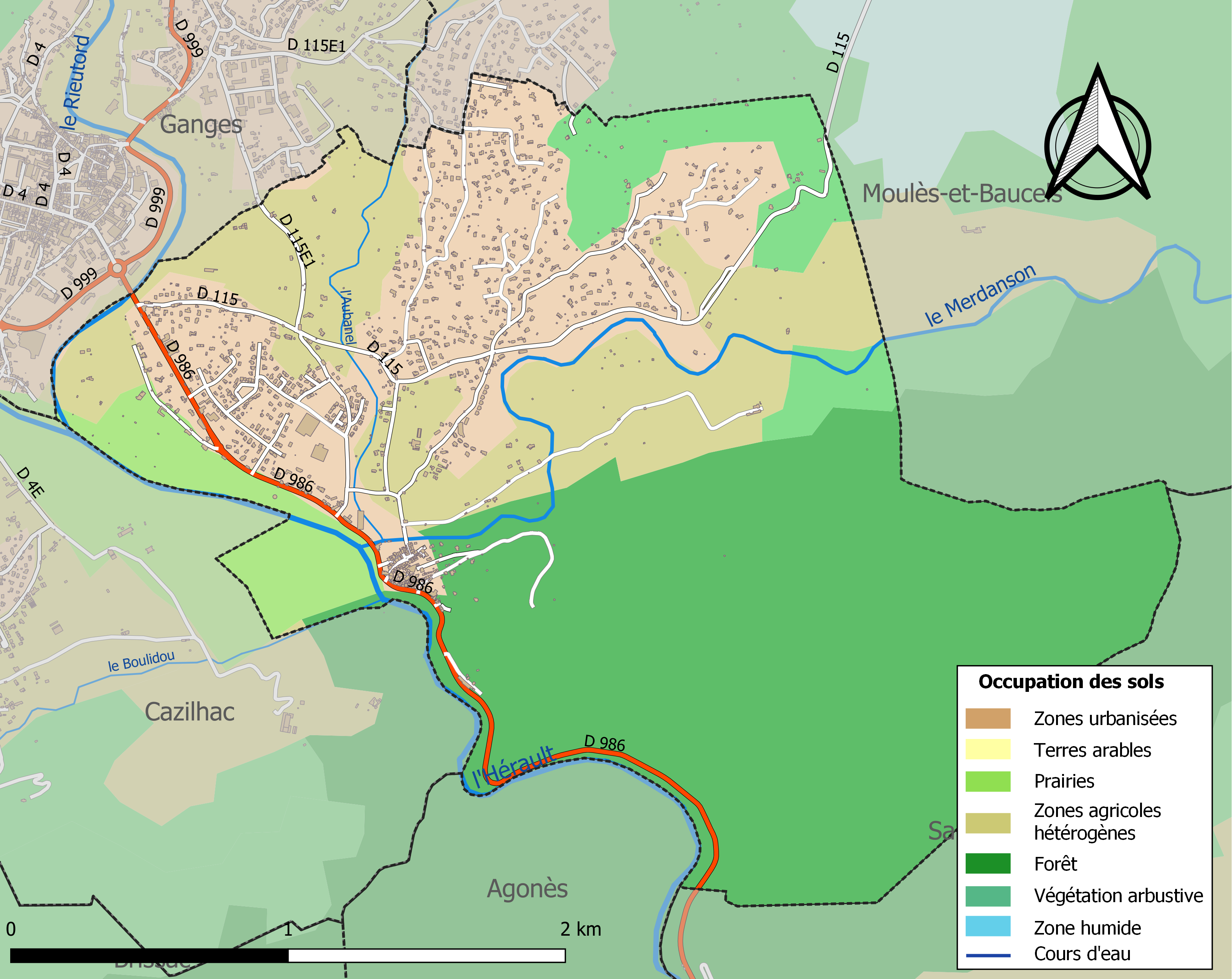
Carte des infrastructures et de l'occupation des sols de la commune en 2018 (CLC).

### Risques majeurs
Le territoire de la commune de Laroque est vulnérable à différents aléas naturels : météorologiques (tempête, orage, neige, grand froid, canicule ou sécheresse), inondations, feux de forêts, mouvements de terrains et séisme (sismicité faible). Il est également exposé à un risque technologique,  le transport de matières dangereuses, et à un risque particulier : le risque de radon. Un site publié par le BRGM permet d'évaluer simplement et rapidement les risques d'un bien localisé soit par son adresse soit par le numéro de sa parcelle.

#### Risques naturels
Certaines parties du territoire communal sont susceptibles d’être affectées par le risque d’inondation par débordement de cours d'eau, notamment l'Hérault, le Rieutord et le Merdanson. La commune a été reconnue en état de catastrophe naturelle au titre des dommages causés par les inondations et coulées de boue survenues en 1982, 1994, 1995, 1997, 2011, 2014 et 2020,.
Laroque est exposée au risque de feu de forêt. Un plan départemental de protection des forêts contre les incendies (PDPFCI) a été approuvé en juin 2013 et court jusqu'en 2022, où il doit être renouvelé. Les mesures individuelles de prévention contre les incendies sont précisées par deux arrêtés préfectoraux et s’appliquent dans les zones exposées aux incendies de forêt et à moins de 200 mètres de celles-ci. L’arrêté du 25 avril 2002 réglemente l'emploi du feu en interdisant notamment d’apporter du feu, de fumer et de jeter des mégots de cigarette dans les espaces sensibles et sur les voies qui les traversent sous peine de sanctions. L'arrêté du 11 mars 2013 rend le débroussaillement obligatoire, incombant au propriétaire ou ayant droit,.

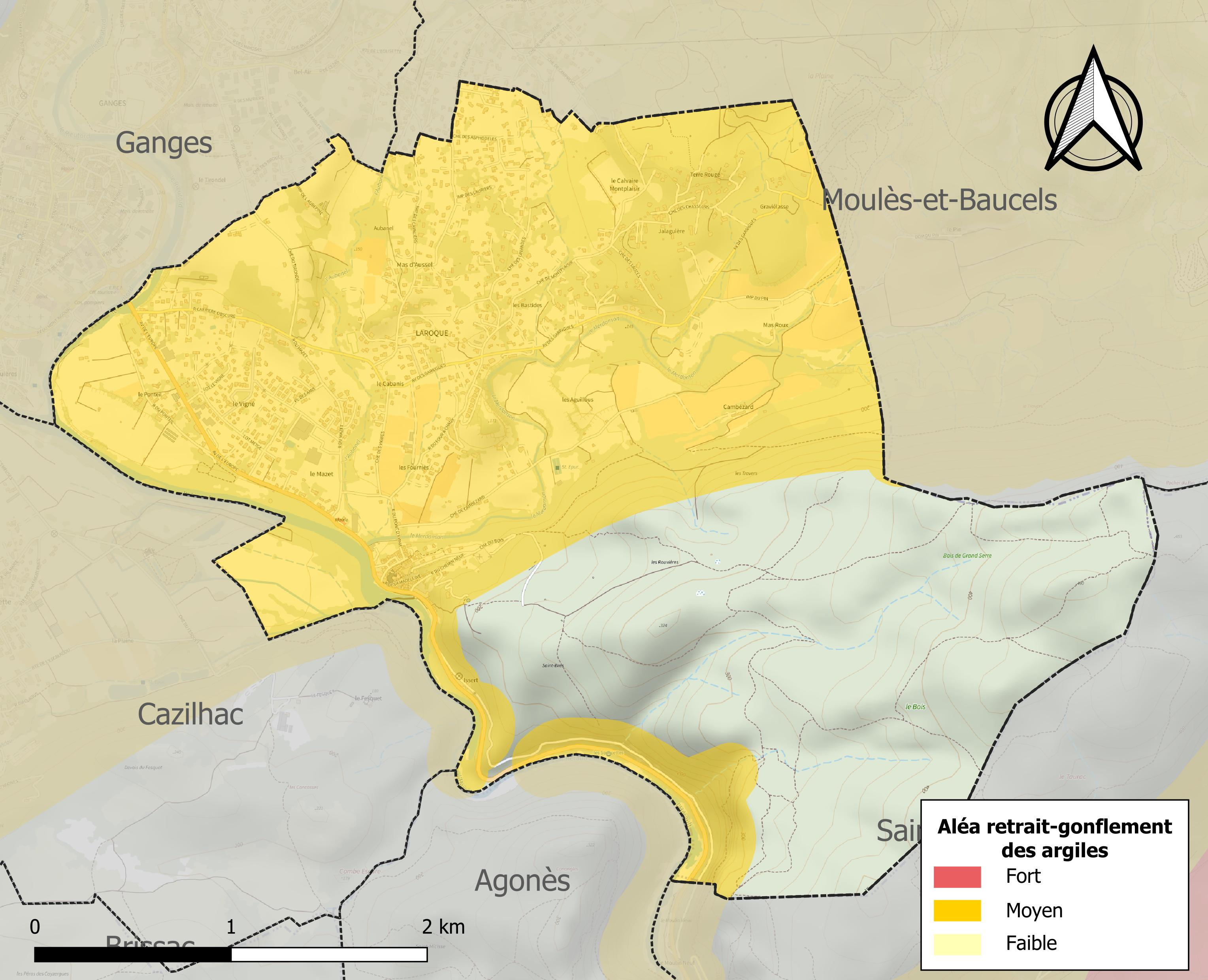
Carte des zones d'aléa retrait-gonflement des sols argileux de Laroque.

La commune est vulnérable au risque de mouvements de terrains constitué principalement du retrait-gonflement des sols argileux. Cet aléa est susceptible d'engendrer des dommages importants aux bâtiments en cas d’alternance de périodes de sécheresse et de pluie. 64,7 % de la superficie communale est en aléa moyen ou fort (59,3 % au niveau départemental et 48,5 % au niveau national). Sur les 765 bâtiments dénombrés sur la commune en 2019, 765 sont en aléa moyen ou fort, soit 100 %, à comparer aux 85 % au niveau départemental et 54 % au niveau national. Une cartographie de l'exposition du territoire national au retrait gonflement des sols argileux est disponible sur le site du BRGM,.
Par ailleurs, afin de mieux appréhender le risque d’affaissement de terrain, l'inventaire national des cavités souterraines permet de localiser celles situées sur la commune.
Concernant les mouvements de terrains, la commune a été reconnue en état de catastrophe naturelle au titre des dommages causés par des mouvements de terrain en 2016.

#### Risques technologiques
Le risque de transport de matières dangereuses sur la commune est lié à sa traversée par des infrastructures routières ou ferroviaires importantes ou la présence d'une canalisation de transport d'hydrocarbures. Un accident se produisant sur de telles infrastructures est susceptible d’avoir des effets graves sur les biens, les personnes ou l'environnement, selon la nature du matériau transporté. Des dispositions d’urbanisme peuvent être préconisées en conséquence.

#### Risque particulier
Dans plusieurs parties du territoire national, le radon, accumulé dans certains logements ou autres locaux, peut constituer une source significative d’exposition de la population aux rayonnements ionisants. Certaines communes du département sont concernées par le risque radon à un niveau plus ou moins élevé. Selon la classification de 2018, la commune de Laroque est classée en zone 2, à savoir zone à potentiel radon faible mais sur lesquelles des facteurs géologiques particuliers peuvent faciliter le transfert du radon vers les bâtiments.

## Histoire
Les recensements de la population attestent de l'arrivée des premiers immigrés espagnols entre 1906 et 1911. La plupart provenaient de la comarque de la Safor, les femmes, ouvrières qualifiées à la filature de soie d'Almoines, fondée en 1848 par un industriel nîmois, Henri Lombard Gaujoux, avaient été sollicitées par leur employeur pour venir compléter la main-d'œuvre française.

## Politique et administration

### Tendances politiques et résultats
Les résultats électoraux présentés dans le tableau ci-dessous démontrent une surreprésentation de l'extrême-droite au sein de la commune par rapport au niveau national, au détriment des forces plus centrales, tandis que la gauche est proche de sa moyenne nationale.
| Scrutin             | Scrutin             | 1er tour | 1er tour | 1er tour | 1er tour | 1er tour    | 1er tour | 1er tour | 1er tour   | 1er tour | 1er tour | 1er tour | 1er tour | 2d tour | 2d tour | 2d tour | 2d tour | 2d tour | 2d tour |
| Scrutin             | Scrutin             | 1er      | 1er      | %        | 2e       | 2e          | %        | 3e       | 3e         | %        | 4e       | 4e       | %        | 1er     | 1er     | %       | 2e      | 2e      | %       |
| ------------------- | ------------------- | -------- | -------- | -------- | -------- | ----------- | -------- | -------- | ---------- | -------- | -------- | -------- | -------- | ------- | ------- | ------- | ------- | ------- | ------- |
| Présidentielle 2017 | Présidentielle 2017 |          | FN       | 32,82    |          | LFI         | 21,51    |          | EM         | 17,23    |          | LR       | 15,80    |         | EM      | 50,00   |         | FN      | 50,00   |
| Présidentielle 2022 | Présidentielle 2022 |          | RN       | 33,94    |          | LFI         | 22,15    |          | LREM       | 18,41    |          | REC      | 9,49     |         | RN      | 59,53   |         | LREM    | 40,47   |
| Législatives 2022   | 4e                  |          | RN       | 32,49    |          | LFI (NUPES) | 26,84    |          | LREM (ENS) | 17,94    |          | REC      | 6,36     |         | RN      | 58,31   |         | LFI     | 41,69   |
| Législatives 2024   | 4e                  |          | RN       | 52,56    |          | LFI (NFP)   | 28,69    |          | HOR (ENS)  | 16,70    |          | REC      | 1,43     |         | RN      | 59,33   |         | LFI     | 40,67   |

### Liste des maires
| Période   | Période   | Identité          | Étiquette | Qualité  |
| --------- | --------- | ----------------- | --------- | -------- |
| 1947      | 1952      | Albert Sauvel     |           |          |
| 1952      | 1959      | Jean Drevon       |           |          |
| 1959      | 1983      | André Laporte     |           |          |
| 1983      | 1989      | André Guiraud     |           |          |
| 1989      | mars 2001 | Patrick Ferreres  |           |          |
| mars 2001 | 2020      | Pierre Chanal     | SE        | Retraité |
| 2020      | En cours  | Pierrick Ciribino |           |          |

## Démographie
L'évolution du nombre d'habitants est connue à travers les recensements de la population effectués dans la commune depuis 1793. Pour les communes de moins de 10 000 habitants, une enquête de recensement portant sur toute la population est réalisée tous les cinq ans, les populations de référence des années intermédiaires étant quant à elles estimées par interpolation ou extrapolation. Pour la commune, le premier recensement exhaustif entrant dans le cadre du nouveau dispositif a été réalisé en 2006.

En 2022, la commune comptait 1 670 habitants, en évolution de +2,58 % par rapport à 2016 (Hérault : +7,49 %, France hors Mayotte : +2,11 %).
| 1793 | 1800 | 1806 | 1821 | 1831 | 1836 | 1841 | 1846 | 1851 |
| ---- | ---- | ---- | ---- | ---- | ---- | ---- | ---- | ---- |
| 366  | 340  | 425  | 422  | 503  | 522  | 507  | 614  | 590  |

| 1856 | 1861 | 1866 | 1872 | 1876 | 1881 | 1886 | 1891 | 1896 |
| ---- | ---- | ---- | ---- | ---- | ---- | ---- | ---- | ---- |
| 641  | 541  | 519  | 527  | 534  | 500  | 506  | 505  | 487  |

| 1901 | 1906 | 1911 | 1921 | 1926 | 1931 | 1936 | 1946 | 1954 |
| ---- | ---- | ---- | ---- | ---- | ---- | ---- | ---- | ---- |
| 501  | 461  | 574  | 545  | 557  | 556  | 506  | 464  | 509  |

| 1962 | 1968 | 1975 | 1982 | 1990  | 1999  | 2006  | 2011  | 2016  |
| ---- | ---- | ---- | ---- | ----- | ----- | ----- | ----- | ----- |
| 552  | 535  | 649  | 794  | 1 028 | 1 126 | 1 334 | 1 519 | 1 628 |

| 2021  | 2022  | - | - | - | - | - | - | - |
| ----- | ----- | - | - | - | - | - | - | - |
| 1 655 | 1 670 | - | - | - | - | - | - | - |

## Économie

### Revenus
En 2018, la commune compte 742 ménages fiscaux, regroupant 1 683 personnes. La médiane du revenu disponible par unité de consommation est de 20 640 € (20 330 € dans le département).

### Emploi
|                | 2008   | 2013   | 2018   |
| -------------- | ------ | ------ | ------ |
| Commune        | 8,6 %  | 10,3 % | 10,8 % |
| Département    | 10,1 % | 11,9 % | 12 %   |
| France entière | 8,3 %  | 10 %   | 10 %   |

En 2018, la population âgée de 15 à 64 ans s'élève à 882 personnes, parmi lesquelles on compte 70,4 % d'actifs (59,6 % ayant un emploi et 10,8 % de chômeurs) et 29,6 % d'inactifs,. Depuis 2008, le taux de chômage communal (au sens du recensement) des 15-64 ans est inférieur à celui du département, mais supérieur à celui de la France.
La commune fait partie de la couronne de l'aire d'attraction de Montpellier, du fait qu'au moins 15 % des actifs travaillent dans le pôle,. Elle compte 196 emplois en 2018, contre 184 en 2013 et 144 en 2008. Le nombre d'actifs ayant un emploi résidant dans la commune est de 529, soit un indicateur de concentration d'emploi de 36,9 % et un taux d'activité parmi les 15 ans ou plus de 46,1 %.
Sur ces 529 actifs de 15 ans ou plus ayant un emploi, 84 travaillent dans la commune, soit 16 % des habitants. Pour se rendre au travail, 91,3 % des habitants utilisent un véhicule personnel ou de fonction à quatre roues, 1,3 % les transports en commun, 4,2 % s'y rendent en deux-roues, à vélo ou à pied et 3,2 % n'ont pas besoin de transport (travail au domicile).

### Activités hors agriculture
118 établissements sont implantés  à Laroque au 31 décembre 2019. Le tableau ci-dessous en détaille le nombre par secteur d'activité et compare les ratios avec ceux du département,.
| Secteur d'activité                                                                                        | Commune | Commune | Département |
| Secteur d'activité                                                                                        | Nombre  | %       | %           |
| --- | ------- | ------- | ----------- |
| Ensemble                                                                                                  | 118     | 100 %   | (100 %)     |
| Industrie manufacturière, industries extractives et autres                                                | 8       | 6,8 %   | (6,7 %)     |
| Construction                                                                                              | 22      | 18,6 %  | (14,1 %)    |
| Commerce de gros et de détail, transports, hébergement et restauration                                    | 34      | 28,8 %  | (28 %)      |
| Information et communication                                                                              | 4       | 3,4 %   | (3,3 %)     |
| Activités financières et d'assurance                                                                      | 3       | 2,5 %   | (3,2 %)     |
| Activités immobilières                                                                                    | 4       | 3,4 %   | (5,3 %)     |
| Activités spécialisées, scientifiques et techniques et activités de services administratifs et de soutien | 20      | 16,9 %  | (17,1 %)    |
| Administration publique, enseignement, santé humaine et action sociale                                    | 4       | 3,4 %   | (14,2 %)    |
| Autres activités de services                                                                              | 19      | 16,1 %  | (8,1 %)     |

Le secteur du commerce de gros et de détail, des transports, de l'hébergement et de la restauration est prépondérant sur la commune puisqu'il représente 28,8 % du nombre total d'établissements de la commune (34 sur les 118 entreprises implantées  à Laroque), contre 28 % au niveau départemental.

### Agriculture
|               | 1988 | 2000 | 2010 | 2020 |
| ------------- | ---- | ---- | ---- | ---- |
| Exploitations | 42   | 13   | 3    | 3    |
| SAU (ha)      | 95   | 57   | 49   | 46   |

La commune est dans le « Soubergues », une petite région agricole occupant le nord-est du département de l'Hérault. En 2020, l'orientation technico-économique de l'agriculture  sur la commune est la viticulture. Trois exploitations agricoles ayant leur siège dans la commune sont dénombrées lors du recensement agricole de 2020 (42 en 1988). La superficie agricole utilisée est de 46 ha,,.

## Culture locale et patrimoine

### Lieux et monuments
- Église Sainte-Marie-Madeleine de Laroque.
- Château de Laroque.
- Chapelle Saint-Jean. L'édifice a été inscrit au titre des monuments historiques en 1979[35].
- Grotte de la Vache, ornée.

### Héraldique
| Blason de Laroque | Blason  | D'or à un cœur de gueules accosté de 2 pommes de pin renversées de sinople reliées au cœur par 2 cordons en arc de cercle de sable ; au chef cousu d'argent chargé de 3 mouches à miel de sable. |
| Blason de Laroque | Détails | modification du blason précédent par délibération du 25 juin 2004 |
| Blason de Laroque | Alias   | D'azur au rocher d'argent, surmonté de trois croisettes d'or rangées en chef. |

### Personnalités liées à la commune
- Fernand Portal